# Теория социального доминирования
Теория социального доминирования (ТСД) – теория межгрупповых отношений, которая фокусируется на поддержании и обеспечении стабильности иерархии в социальных группах. Согласно теории, неравенство в группах поддерживается тремя первичными видами внутригруппового поведения: дискриминация, агрегированная индивидуальная дискриминация и поведенческая асимметрия. ТСД предполагает, что широко распространенные культурные идеологии (т.н. легитимационные мифы) обеспечивают моральное и интеллектуальное оправдание этих межгрупповых типов поведения. Есть два функциональных типа легитимационных мифов: (1) усиливающие иерархию и (2) смягчающие иерархию. Идеологии, которые усиливают иерархию (например, расизм или меритократия), способствуют установлению более высокой степени неравенства в группе. Смягчающие иерархию идеологии (например, анархизм и феминизм) соответствуют более высокому уровню межгруппового равенства. Люди являются живым подтверждением этих форм идеологий, основанных на их психологической ориентации на доминирование и их стремлении к неравным групповым отношениям (т.е. их ориентация на социальное доминирование; ОСД). Люди, которые больше ориентированы на социальное доминирование, как правило, одобряют идеологии, усиливающие иерархию, а люди, которые предпочитают подчинение, склонны придерживаться идеологий, которые её смягчают. ТСД, наконец, предполагает, что относительное уравновешивание этих двух функциональных типов стабилизирует межгрупповое неравенство.